# まっさらブルージーンズ
「まっさらブルージーンズ」は、℃-uteの1stインディーズシングル。2006年5月6日発売。発売元はアップフロントワークス。

## 概要
- Berryz工房とは違いインディーズでのデビューとなった。楽曲は2006年4月9日にレコーディングされ、同月16日にジャケット撮影[1]。5月6日、さいたまスーパーアリーナで行われた「モーニング娘。コンサートツアー2006春〜レインボーセブン〜」にオープニングアクトとして出演し、本曲を初披露。同会場から発売を開始した[2]。
- 有原栞菜の掛け声でスタートする。センターは矢島舞美。メインボーカルは矢島舞美、鈴木愛理、村上愛である。なお、有原の脱退後、冒頭の掛け声はメンバー全員で発している。

## 収録曲
1. まっさらブルージーンズ
作詞・作曲：つんく　編曲：高橋諭一
2. まっさらブルージーンズ (Instrumental)

## 参加ミュージシャン
まっさらブルージーンズ
- プログラミング&ギター：高橋諭一
- ベース：笹本安詞
- コーラス：つんく・竹内浩明・高橋諭一

## カバー
まっさらブルージーンズ
- asfi - ミニアルバム『asfi』（2012年12月12日発売）に収録。シングル『りすぺくと★カバー vol.1』（2013年4月29日発売）にも収録された[3]。